# Mærsk Mc-Kinney Møller (контейнеровоз)
Mærsk Mc-Kinney Møller ( данською: [ˈmɛɐ̯sk məˈkʰini ˈmølɐ]) — перше судно контейнеровозів класу Triple Е Maersk Line. На момент введення в експлуатацію в 2013 році він мав найбільшу вантажоємність у двадцятифутовому еквіваленті (TEU) серед усіх суден і був найдовшим контейнеровозом у світі. Побудований для Maersk компанією Daewoo Shipbuilding & Marine Engineering (DSME) Південна Корея, був спущений на воду в лютому 2013 року та почав експлуатацію в липні 2013 року. Був названий на честь Мерска Мак-Кінні Мьоллера, генерального директора Maersk з 1965 по 1993 рік. Судно є першим із класу з 20 ідентичних суден. 

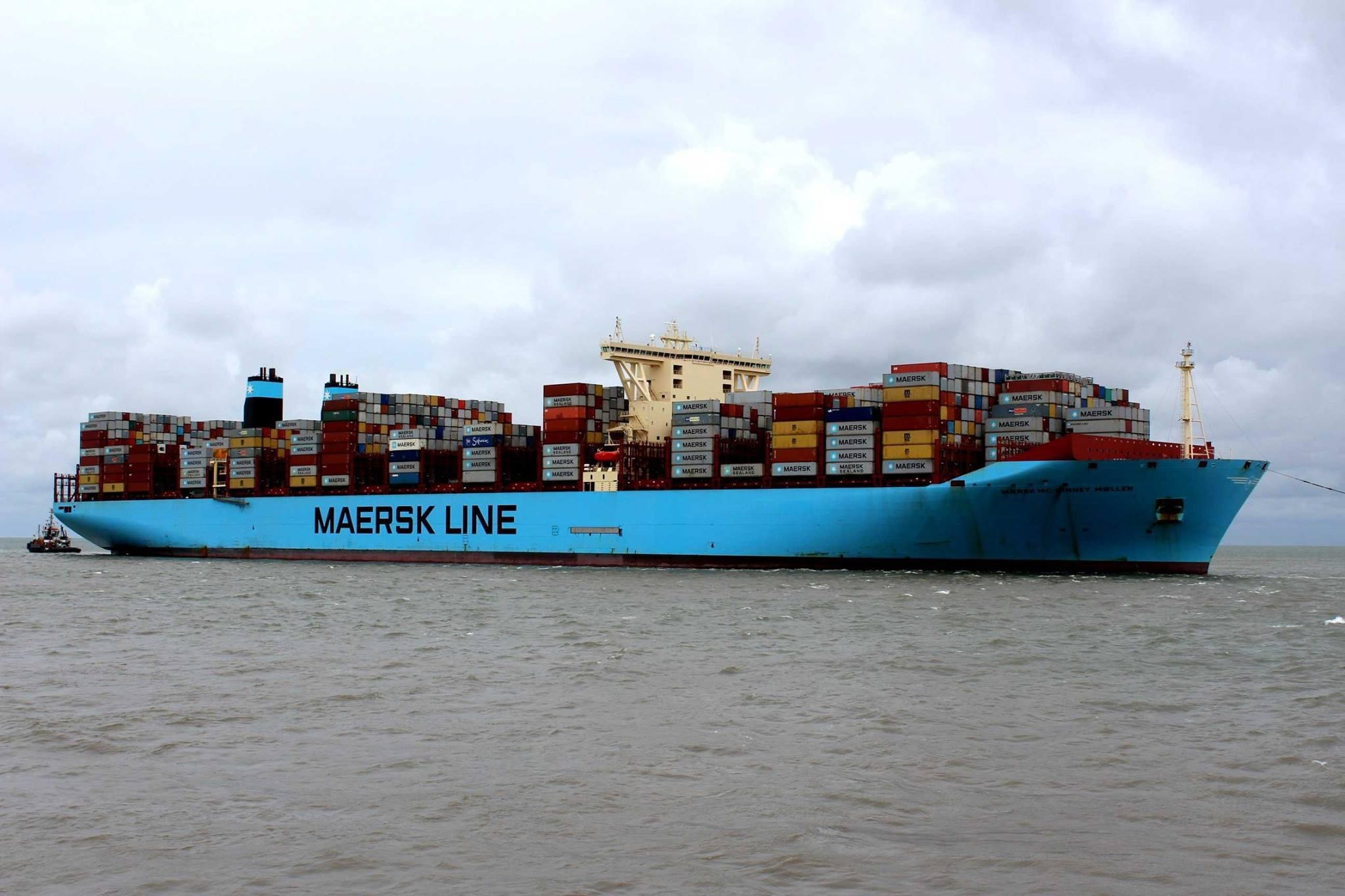
Maersk McKinney Møller прибуває у Вільгельмсхафен, Німеччина, у вересні 2015 року.

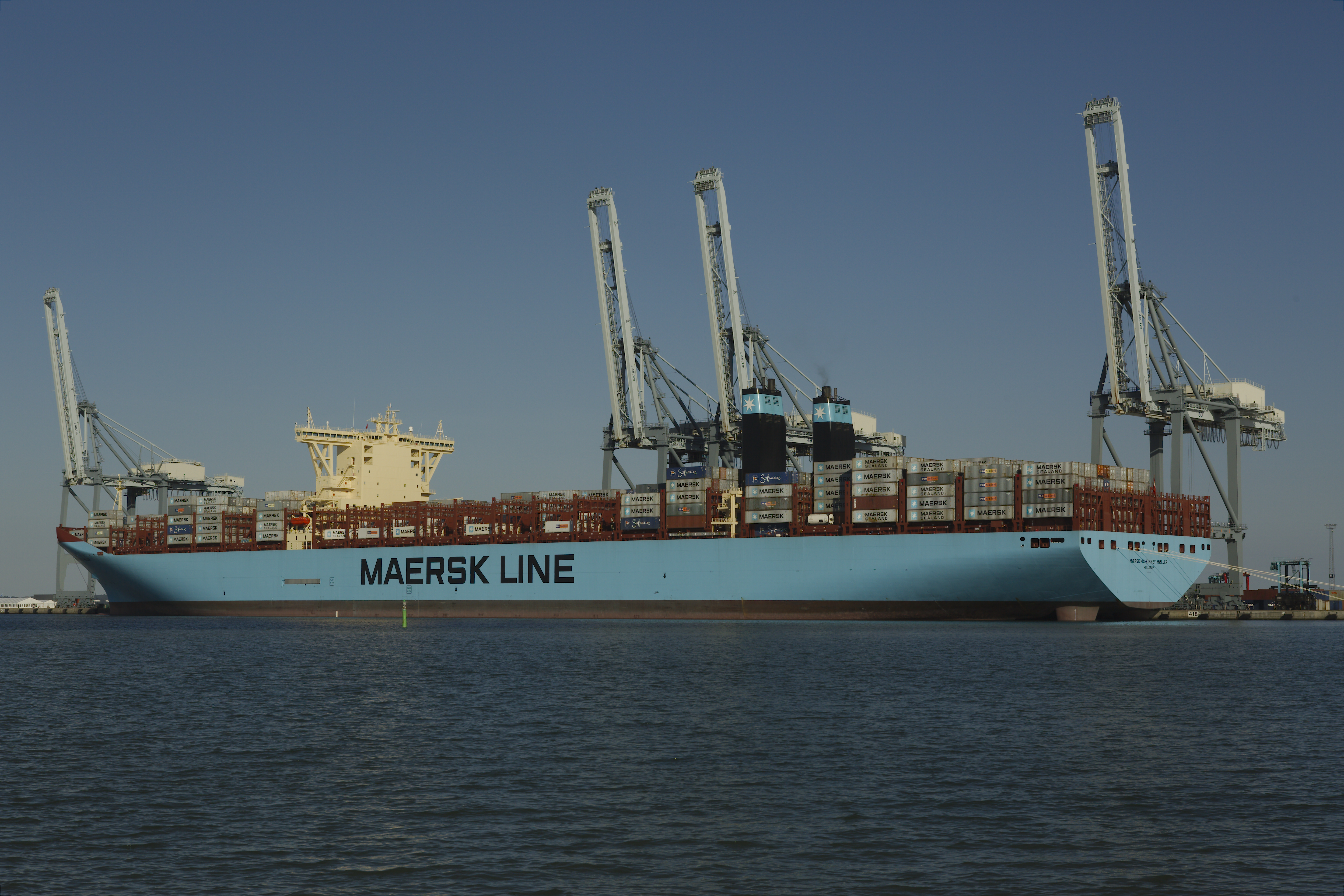
Mearsk McKinney Moller в Орхусі

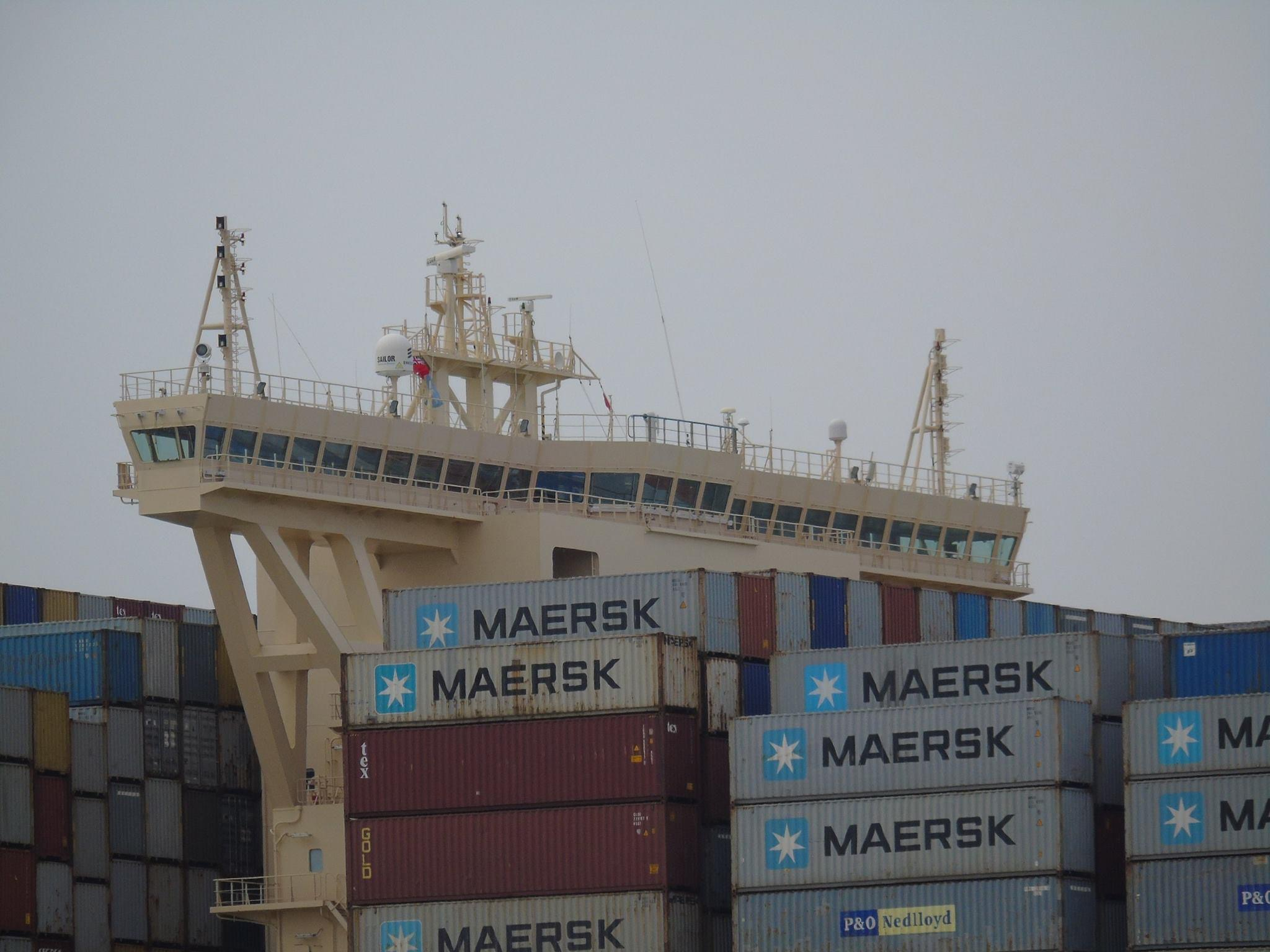
Корабельний місток.

## Огляд дизайну
Mærsk Mc-Kinney Møller був найбільшим і найефективнішим у світі контейнерним судном на момент його завершення, загальною довжиною 399 метрів довжиною та вантажопідйомністю 18 270 контейнерів TEU. Його ефективність досягається максимальною економічністю двигунів і максимальною швидкістю 23 вузли (43 км/год; 26 миль/год), зменшивши споживання палива та викиди вуглекислого газу на 20 відсотків порівняно з попереднім найефективнішим вантажним судном. Однак через його розмір, вартість і використання подвійних двигунів його ефективність значно знижується, якщо він не повністю завантажений; аналітик судноплавства Річард Мід стверджує, що це, мабуть, найбільш неефективний корабель, коли-небудь побудований, якщо він завантажений менше ніж на 50%. Під час звичайних операцій Mærsk Mc-Kinney Møller укомплектований екіпажем із 19 осіб, хоча він має достатньо місць для 34 членів екіпажу.

## Кар'єра

Порівняння розмірів деяких із найдовших кораблів, коли-небудь побудованих. Зверху вниз: Knock Nevis (колишній Seawise Giant), Mærsk Mc-Kinney Møller, Vale Brasil, та.

Контракт на будівництво Mærsk Mc-Kinney Møller було підписано 21 лютого 2011 року  Роботи розпочалися з церемонії різання сталі на верфі DSME в Окпо, Геодже, Південна Корея, 18 червня 2012 року. Корпус було закладено 27 листопада 2012 року, а човен офіційно спущено на воду 24 лютого 2013 року 
У липні 2013 року Mærsk Mc-Kinney Møller залишив верфі Daewoo у робочому стані, після чого розпочав ходові випробування. Спочатку він був змушений працювати з набагато меншою вантажопідйомністю, ніж його максимальна вантажопідйомність, оскільки більшість портів, сертифікованих для обслуговування суден класу Triple E, на той час не мали досить високих портальних кранів, щоб повністю завантажити судно. У серпні 2013 року він здійснив свій перший транзит через Суецький канал. У січні 2014 року Mærsk Mc-Kinney Møller прибув у свій перший робочий порт заходу, Сінгапур. У листопаді 2014 року Mærsk Mc-Kinney Møller було замінено найбільшим у світі контейнеровозом CSCL Globe компанії China Shipping Container Lines.

## Дивись також
- Контейнеровоз класу Triple Е, клас, що передує Triple E